# Okręty podwodne typu S-48
Okręty podwodne typu S-48 – amerykański typ okrętów podwodnych składający się z czterech okrętów stanowiących nieudaną próbę dostosowania projektów S-2 stoczni Lake Torpedo Boat oraz dwukadłubowej konstrukcji biura konstrukcyjnego amerykańskiej marynarki. Ostatecznie w roku 1921 w stoczni Simona Lake'a zwodowano cztery okręty S-48, S-49, S-50 oraz S-51.